# Кадеак
Кадеак (фр. Cadéac) насеље је и општина у јужној Француској у региону Миди Пирене, у департману Горњи Пиринеји која припада префектури Бањер де Бигор.
По подацима из 2011. године у општини је живело 263 становника, а густина насељености је износила 42,76 становника/km². Општина се простире на површини од 6,15 km². Налази се на средњој надморској висини од 737 метара (максималној 1.607 m, а минималној 716 m).

## Демографија
| 1962. | 1968. | 1975. | 1982. | 1990. | 1999. | 2011. |
| ----- | ----- | ----- | ----- | ----- | ----- | ----- |
| 139   | 181   | 169   | 134   | 161   | 221   | 263   |

График промене броја становника у току последњих година